# 黃洪毗
黃洪毗（1507年—？），字協恭，號翠岩，福建興化府莆田縣人，軍籍，明朝政治人物。

## 生平
嘉靖十六年（1537年）丁酉科福建鄉試第二十二名舉人。嘉靖十七年（1538年）中式戊戌科會試第四十四名，登第三甲第九十四名進士。授松江府推官，二十二年十二月选授广西道試監察御史，二十六年巡按山西，二十八年监考山西鄉試，十二月提调南直隶学校，升河南布政司左参议，三十二年九月参与围剿强贼师尚诏。官至江西按察司副使。

## 家族
曾祖黃玉英，贈南京翰林院侍講學士奉直大夫；祖父黃瀾，南京翰林院侍講學士；父黃肯堂，貢士。母張氏。慈侍下。兄洪昆。弟洪鹏、洪翰、洪化。